# グラシ (ウィーン)

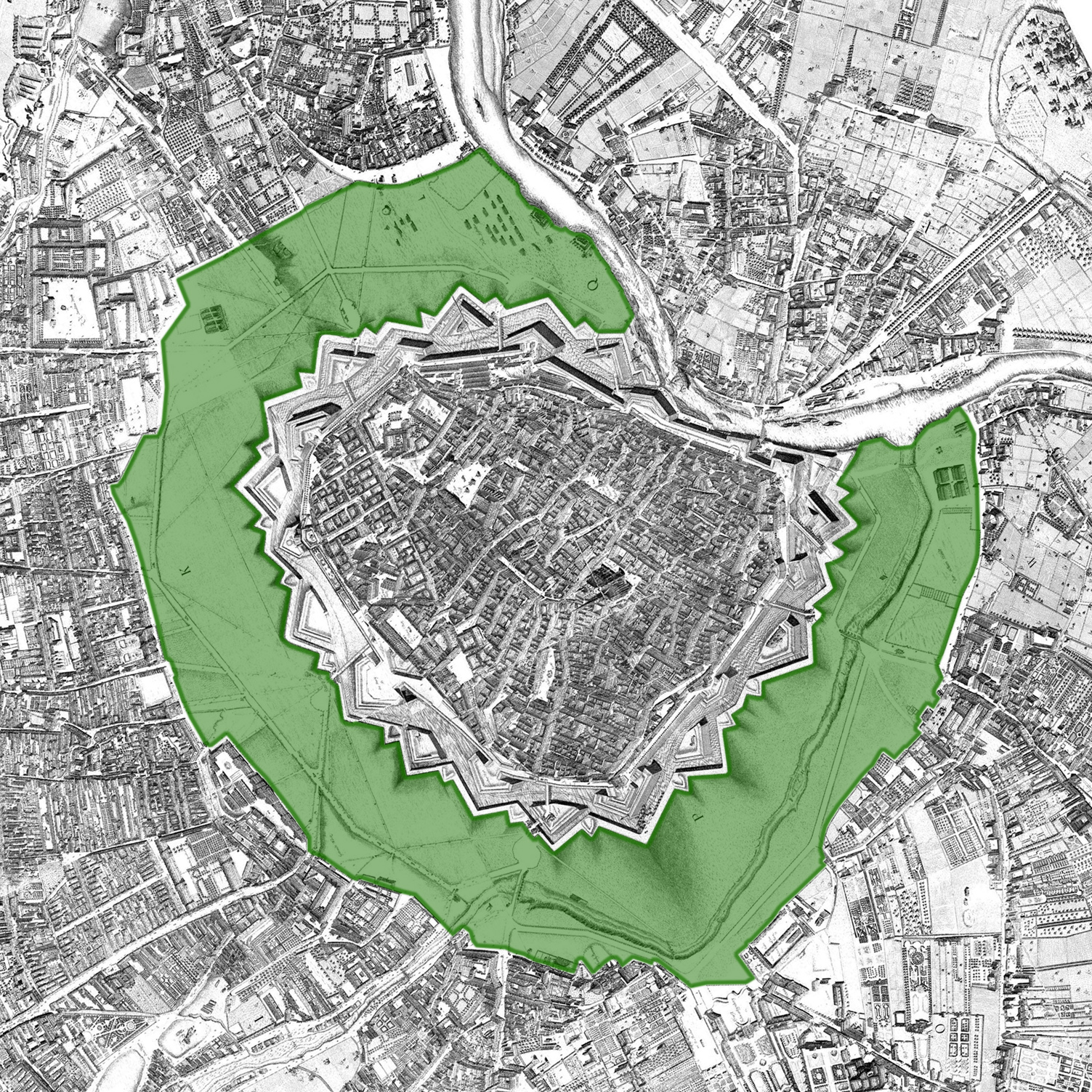
1773年のグラシの領域（基礎情報地図をダニエル・フーバーが作成）

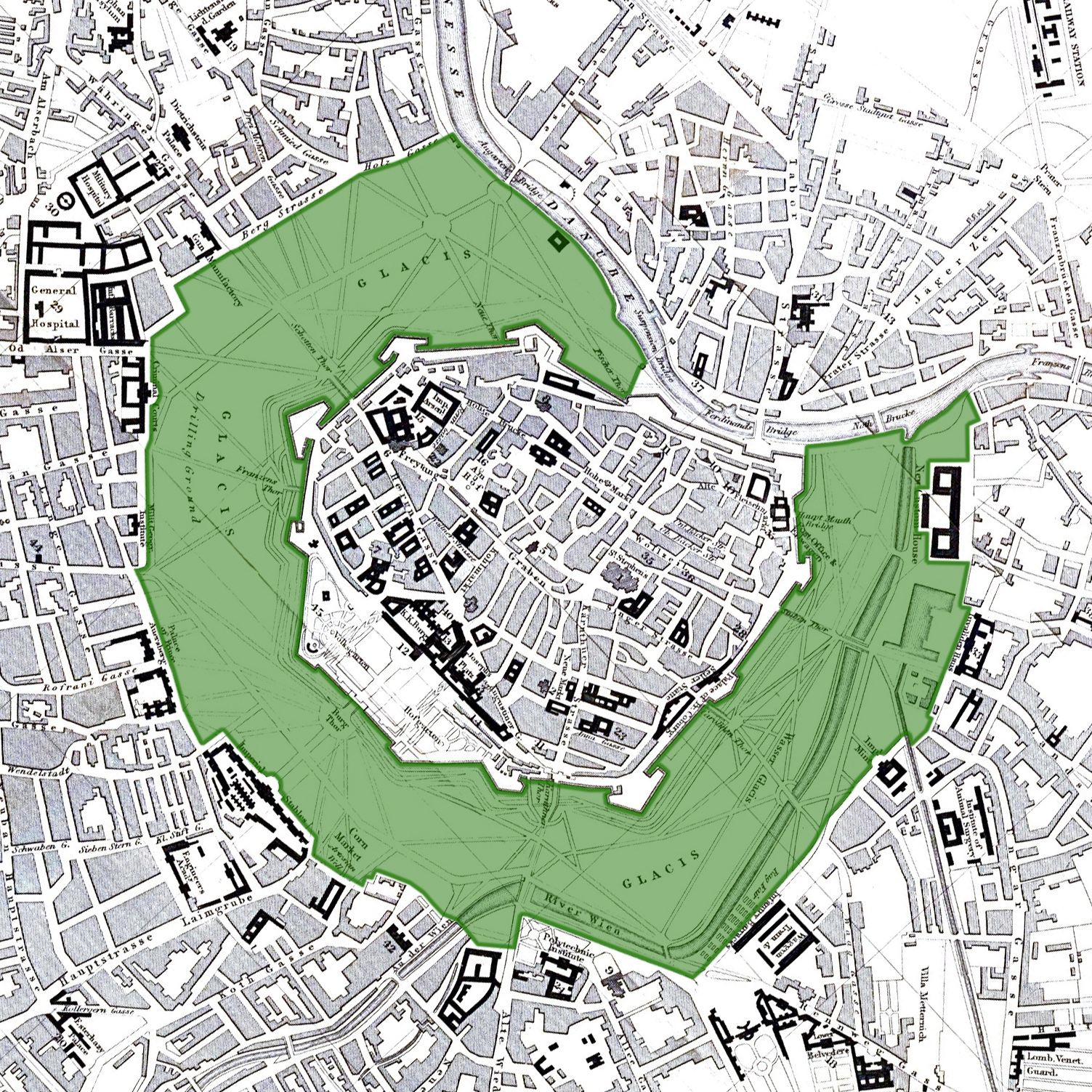
1858年のグラシの領域（基礎情報地図をジョン・マレーが作成）。1773年図と比べて外縁のギザギザがとれているのは1816年から1819年に実施された堀などの撤去工事の結果で、その分でグラシ面積の拡大となっている。ホーフブルク宮殿（旧市街左下の細長い黒い建物群）の左下に広がる広い空間は1820年代にブルクトーア城門を外側へ押し出す形で実現した「旧市街面積拡大」の当該箇所になる。

グラシからショッテントーア城門(Schottentor)と旧市街を眺める。ゲオルク・ドラーの画。

ウィーンのグラシ（ドイツ語：Glacis。原語のフランス語の本来の意味は「斜面」「斜堤」）は、1529年から1858年まで、ウィーンの都市城壁（市壁）の外側に広がり、旧市街とフォアシュタット新市街(Vorstadt)の中間に存在した野外空間。元来の設置目的は、町を包囲する外敵に対して遮蔽物のある空間を与えず、ウィーン守備隊による城壁からの火砲に対して敵を無防備に晒す役目を担う軍事上の理由だったが、時代が下ると市民にも開放された。

## 歴史
13世紀以来、ウィーンは城郭都市であり、その旧市街は城壁で囲まれていた。城壁の外には小さな集落が点在していたが、1529年のトルコ軍による第一次ウィーン包囲の際に取り壊された。トルコ軍による破壊もあれば、ウィーンの守備側が自ら撤去したものもあったが、トルコ軍の撤退後は集落の再建はせずに更地の空間（グラシ）とすることが決まった。グラシ(glacis)はイタリア流儀の要塞建築術から生まれた言葉で、元来は要塞（堀）の外に造られる土盛りの斜堤を指していたが、ウィーンやその他の地域では城壁・要塞の外に広がる野外空間全体を指す言葉として利用された。
城壁の周囲をベルト状に取り囲むグラシの空間には建造物の建設が禁止され、建造物禁止区域の幅は段階的に拡幅された。まず、1588年3月15日に皇帝の勅令で40クラフター（95メートル）と規定されたのを皮切りに、1632年7月8日に200歩（150メートル、歩＝シュリット<独Schritt>）、1662年11月21日に200クラフター（380メートル）、第二次ウィーン包囲後の1683年には600歩（450メートル）となった。建物が禁止されただけでなく、ブドウ畑も撤去された。グラシの外側の境界は石で示され、現在の地図上で次の道路・広場を結ぶ線（時計回り）が外縁となっていた。ドナウ運河、Hintere Zollamtsstraße（道路）、Invalidenstraße（道路）、Am Heumarkt（広場）、Brucknerstraße（道路）、Karlsplatz（広場）、Treitlstraße（道路）、Getreidemarkt（広場）、Messeplatz（広場）、Museumstraße（道路）、Auerspergstraße（道路）、Friedrich-Schmidt-Platz（広場）、Landesgerichtsstraße（道路）、Garnisongasse（道路）、Schwarzspanierstraße（道路）、Berggasse（道路）、ドナウ運河。
同時代人の記述にはグラシのことが悲喜こもごも様々な表現で描かれている。春めいた暖かい日にはグラシの草地へと散歩に誘われる気分になるが、悪天候の日や冬にはその横断は困難なものとなり、苦痛を伴う行為となった。強雨の日には泥のぬかるみと化し、夏に草が枯れると砂ぼこりの荒野に変わり果てた。自宅がフォアシュタット新市街、職場が旧市街にあれば、仕事に向かうために毎日、グラシを横断する生活をしなければならなかった。
こうした状況を改善するために、皇帝ヨーゼフ2世は1770年1月17日の勅令でグラシの美化（「制御」）を指示した。グラシの更地上に道路の区割りが付けられ、1781年から菩提樹・アカシアなど3000本の街路樹が植樹された。こうして並木道が新設され、旧市街・城壁の周囲をぐるりと一周し、後世のリング通りにも似た環状道路が生まれた。幅13.5m、全長6.4kmで、ドナウ運河沿いにも新設された（この区間は後のフランツ・ヨーゼフス・ケー通り<Franz-Josefs-Kai>の先駆けとなった）。この環状道路に直角に交わる形で放射状に道路が整備され、城門とフォアシュタット新市街を結んだ。道路が整備されたことにより、フォアシュタット新市街では建物の建造が活発になり、グラシの外側の区域はやがて建造物が密集する地区へと変わっていった。
ドナウ運河対岸のレオポルトシュタット地区と旧市街の連絡を高めるため、ノイエガッセ通り（Neue Gasse、「新しい道」の意味。現在のウンテレアウガルテンシュトラーセ通り<Untere Augartenstraße>）が地区内に新設され、1782年、この通りの末端からドナウ運河を渡って旧市街側（ローサウ・グラシ<Rossauer Glacis>）へ向かうホルツヨッホブリュッケ橋(Holzjochbrücke)が布設された。この橋は「ノイエブリュッケ」（Neue Brücke、「新しい橋」）と呼ばれ、後にマリア・テレジア・ブリュッケ橋(Maria-Theresien-Brücke)、アウガルテンブリュッケ橋(Augartenbrücke)へと名称を変えた。ウィーン川にはグラシ内を流れる区間があり、6つの橋が布設された。このうち、エリーザベトブリュッケ橋(Elisabethbrücke)、モーントシャインブリュッケ橋(Mondscheinbrücke)、シュトゥーベンブリュッケ橋(Stubenbrücke)、ラデツキーブリュッケ橋(Radetzkybrücke)は車両通行可で、ケッテンブリュッケ橋(Kettenbrücke)とカロリーネンブリュッケ橋(Karolinenbrücke)は歩行者用とされた。
ヨーゼフ2世の施策で生まれた緑地帯はウィーン市の管轄とされた。やがて行楽ゾーンとして市民に受け入れられ、「エスプラナーデ」（広大な空き地）と認識されるようになった。ただし、日没後は治安上、危険なゾーンに変わったため、1776年に街灯が設置された。中でも市民に人気が高かったのは、現在の市立公園の場所にあったヴァッサーグラシ（「水のグラシ」）だった。
一般に、近世の都市の城壁は壁（幕壁、Kurtine<クルティーネ>）と五角形の稜堡（Bastion<バスティヨン>、またはBastei<バスタイ>）が交互に配置される形で構成され、前面の堀には防備の手薄な幕壁を火砲から守る三角堡（Ravelin<ラヴェリーン>、またはSchanze<シャンツェ>）が置かれた。三角堡の前面は堀の外縁壁（コントルエスカルプ、Contre-Escarpe）となっており、この部分の壁が都市城塞の防衛システムの最前線を形成していた。1809年、ナポレオン軍による短時間の砲撃の後、ウィーンの町は陥落したが、このときに、かつてオスマントルコによる二度の包囲に耐え、堅牢を誇った要塞が19世紀には時代遅れとなっており、もはや都市の防衛には効果がないことが明らかとなった。ウィーン市への処罰として、フランス軍はブルク稜堡(Burgbastei)、及び、計12の三角堡のうち4つを爆破処理した。1817年、皇帝フランツ2世は要塞としてのウィーン市の地位を取り消すことを決め、同年、残る8つの三角堡と堀の外縁壁の撤去工事が始まった。撤去後の敷地は植物が植えられ、これによりグラシの面積も（城壁との間の分）拡大することになった。この工事は1827年に完了した。

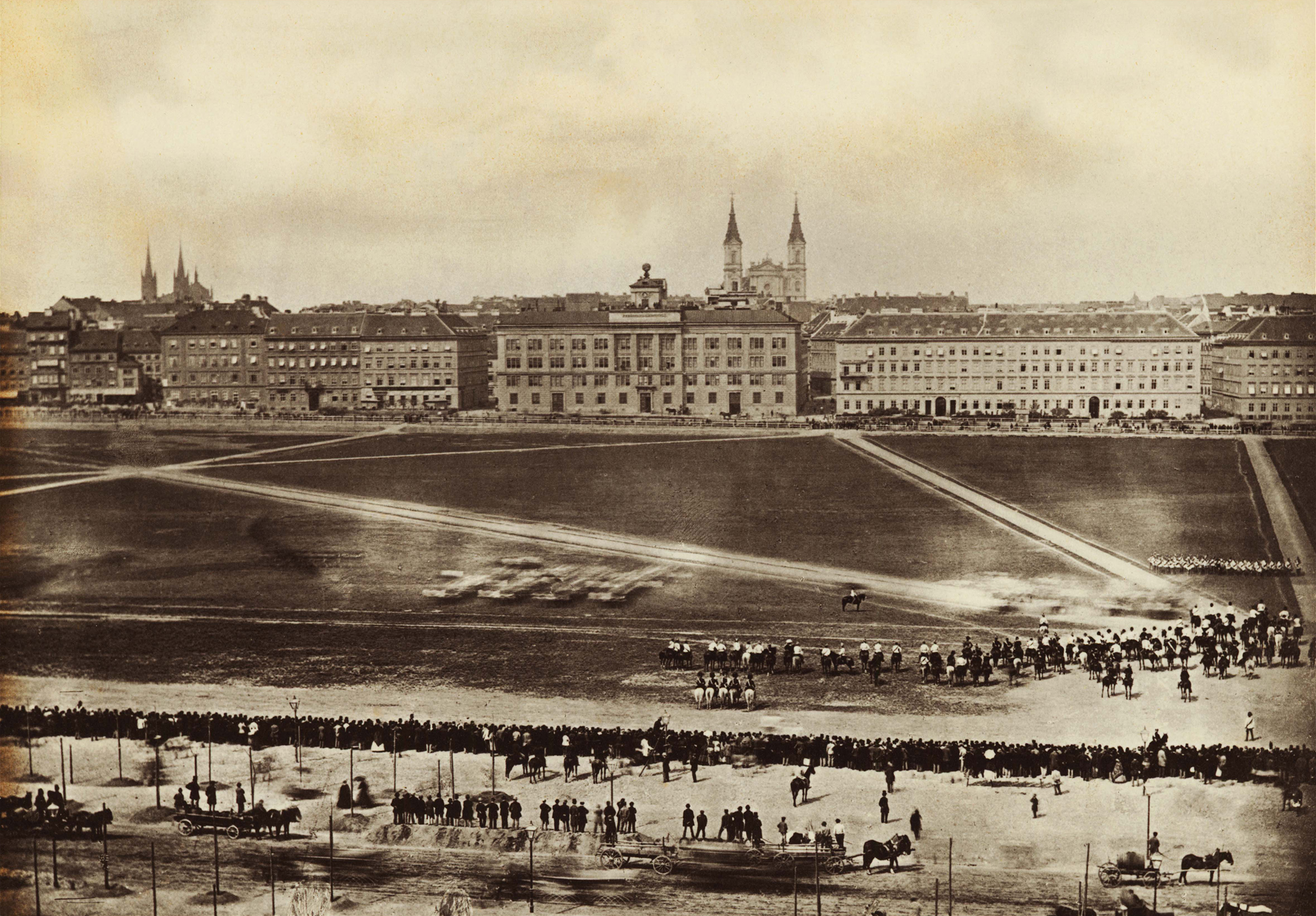
1860年8月18日、皇帝フランツ・ヨーゼフ1世の30歳の誕生日を記念してパラーデプラッツ広場（練兵・パレード広場）で挙行された軍事パレードの様子。

1783年、ホーフブルク宮殿の外側のグラシ空間（現在のヘルデンプラッツ広場<Heldenplatz>とフォルクスガルテン庭園<Volksgarten>のある場所）に軍の練兵・パレード広場(Exerzier- und Paradeplatz)が設置された。この敷地は、ナポレオン軍によるブルクトーア城門(Burgtor)の破壊後に区画が変更され、パレード広場はそこから市外側のヨーゼフシュタット・グラシ（Josefstädter Glacis、現在のウニヴェルジテーツリング<Universitätsring、大学リング通り>と旧ラステンシュトラーセ通り<Lastenstraße>の間）へ移設された。この時点での広場の面積は約20万㎡で、軍が使用するときには一帯は閉鎖され、軍が使用しないときは市民に開放されたが、歩行者のみで、車両の立ち入りは禁止された。
1858年の時点で、グラシの面積は200万㎡。その内訳は、130万㎡は緑地帯と更地空間、533,000㎡は交通路（道路など）、74,000㎡は建物が建ち、96,000㎡はウィーン川流域となっていた。ウィーンの城壁・堀・グラシは長年に渡りウィーン市ではなく領邦君主に下属する設備となっており、1817年以降は軍のウィーン工兵隊(Wiener Genie-Direktion)の管轄とされた。

## グラシ内での経済活動
グラシでは経済活動も活発に行われており、特に、屋内では問題が生じる作業のために屋外空間を必要とした業者が作業場所として利用していた。例えば、印刷業者が染料の製造所を構え、ニスの製造所が稼働し、大工や石工は屋外と木造小屋で作業し、果物商人・魚商人・チーズ製造業者・古物商が売店を構える、というように、グラシには数多くの建物が建っていた。これらは全て木造で、戦時には速やかに撤去処理や焼却処分が可能だったため、軍からはこうした行為は事実上、黙認されていた。
現在のヴィッケンブルクガッセ通り(Wickenburggasse)とフロリアーニガッセ通り(Florianigasse)の交差点付近には、1806年から硝石の生産施設（「ザリテライ」<Saliterey>）があった。硝石は黒色火薬の生産に使われる材料で、硝酸を含有する植物から抽出される。この施設は複数の小屋と142の土柱で構成され、風変わりな光景を作り出していた。臭いが酷かったため、1826年にフォアシュタット新市街の外縁部でリーニエンヴァルに近いショッテンフェルト地区(Schottenfeld)へ移転した。

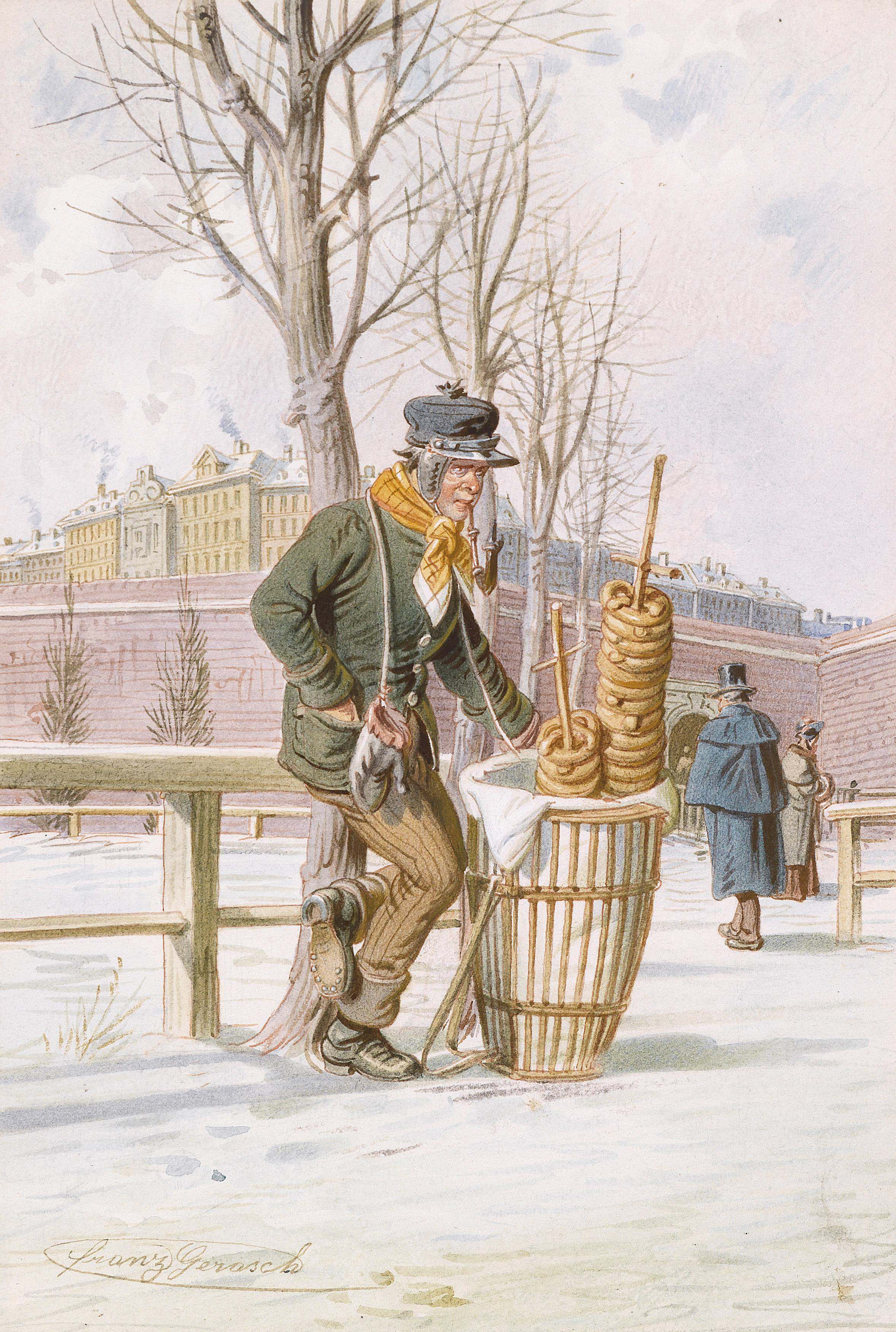
シュトゥーベントーア・グラシに立つブレーツェル・パンの売り手。1846年、フランツ・ゲラッシュの水彩画。

グラシの外側の縁にはいくつか重要な市場が置かれていた。市内では荷役や騎乗の目的で数多くの動物が飼育・管理されており、その干し草（Heu <ホイ>）が大量に必要とされたため、干し草市場（Heumarkt <ホイマルクト>）が設置されていた。位置は現在の住所でアムホイマルクト広場13番地から25番地まで(Am Heumarkt)に相当する。干し草の生産地はハンガリーが大半で、週一回、ウィーンに搬入された。
「がらくた市場」(Tandelmarkt <タンデルマルクト>)は現在の「蚤の市」に似て古着やその他の中古品を売買する市場だった。300の屋台が軒を連ね、1730年から1821年頃まではグラシ内で今日のカールスプラッツ広場にあった。1730年まではレオポルトシュタット地区にあり、今日のタンデルマルクトガッセ通り(Tandelmarktgasse)が当時の位置を伝えている。グラシ（カールスプラッツ広場）に移転後の敷地は住所上はタンドラ―プラッツ広場（Tandlerplatz、「小物商・がらくた売りの広場」）となっていた。1821年、その地に帝王室ポリテクニック研究所（k.k. Polytechnisches Institut、現在のウィーン工科大学の前身）が新設されるのに伴い、土地を明け渡すことになり、この土地の住所はテヒニカーシュトラーセ通り（Technikerstraße、「技術者の通り」）へ変更された。その後、市場は移転を繰り返し、まずシュピッテルベルク地区へ。次に今日のシュヴァルツェンベルクプラッツ広場(Schwarzenbergplatz)へ。最後はアルザーグルント地区のノイ・ウィーン街区へ移り、1945年に閉鎖されるまで続いた。
がらくた市場の隣りにはケルントナートーア市場(Kärntnertormarkt)が開設されていた。場所は今日のカールスプラッツ広場の西側部分、ジラルディパーク公園(Girardipark)付近で、当初の主な取引製品は乳製品だったが、次第にソーセージスタンドやクネーデル売店(Knödelhütten)が増えていった。1786年から1790年にかけてフライハウス街区の再開発が進められる中で、同地にあったミュールバッハ（水車用の小川）の護岸工事が実施され、新たな土地が生まれた。1793年、ウィーンへ車両で搬入される果物と野菜はケルントナートーア市場で販売することを義務化する規定が定められた。1820年頃には「ナッシュマルクト」(Naschmarkt)の呼称が定着していたが、その由来と意味は定かになっていない。19世紀末にウィーン川の護岸工事が進むと、現在の土地に移転し、今日まで「ナッシュマルクト」として存続している。
その西側には穀物市場（Getreidemarkt <ゲトライデマルクト>）があった。場所は今日のマリアヒルファーシュトラーセ通りとゲトライデマルクト広場の交差点に当たる。その直近には1900年まで市営の穀物販売所があった。それよりも以前の1747年までは軍事法廷が置かれていた。市場としては1864年、リング通りの建設に伴って廃止され、道路名にのみ名前を残している。
ローサウ・グラシは木材流通の中心地となっており、木材市場（Holzmarkt <ホルツマルクト>）の敷地が今日のベルクガッセ通り(Berggasse)からショッテンリング通り(Schottenring)まで伸びていた。その一帯は「木材地区」(Holzgestätten)と呼ばれていた。今日のベルクガッセ通りのうち、東側（セルヴィーテンガッセ通り<Servitengasse>とドナウ運河の間）は1357年の史料では「ウンター・デン・ホルツァーン」(Unter den Holzern、「木材の下」）と呼ばれ、1784年から1862年までは住所名でホルツシュトラーセ通り（Holzstraße、「木材の通り」）となっていた。木材の売買取引は野外か、小屋の屋内で行われた。規模の大きな二つの木材取引ホール（「木材倉庫」<Holz Magazin、ホルツ・マガツィーン>と呼ばれていた）が今日のヴォティーフ教会の敷地に置かれていた。
19世紀には木が家庭の主要なエネルギー源であり、それに加えて建築用としても木材の需要は大きかった。木材の搬送は通常、ドナウ川やウィーン川などの河川を利用した筏や船舶が用いられ、荷下ろしの専門職人が活動していた。木材の集積場所は杭で区切られ、周囲の住宅からは安全に配慮して一定の距離が保たれていた。裸火の使用と喫煙は厳禁となっていた。1830年まで、ベルクガッセ通りとドナウ運河に挟まれた街区では、毎年4月24日から5月8日までの期間、ペレグリーニ木材市場が開かれていた。9月23日からは2週間の木材市場が開かれ、「ぶどう収穫市場」とも呼ばれていた。1270年から1788年まで、木材地区の中心部には刑場が存在した。処刑台はレンガ造りの円形の台となっており、そこで罪人が処刑された。場所は今日のテュルケンシュトラーセ通り25番地(Türkenstraße)で、現在はシュリック宮殿(Palais Schlick)となっている。この地区の東側のドナウ運河沿いには帝王室ドナウプールがあり、「皇帝プール」（Kaiserbad <カイザーバート>）と呼ばれていた。その場所には現在、地下鉄のショッテンリング駅がある。
今日のベートーヴェンプラッツ広場にあるアカデミー・ギムナジウム(Akademisches Gymnasium)の敷地には、「焼却場」(Verbrennhäusl)という風変わりな施設が置かれていた。ここには「国庫債券消滅炉」(Staatspapier Vertilgungsofen)があり、失効した有価証券と紙幣が焼却処分されていた。

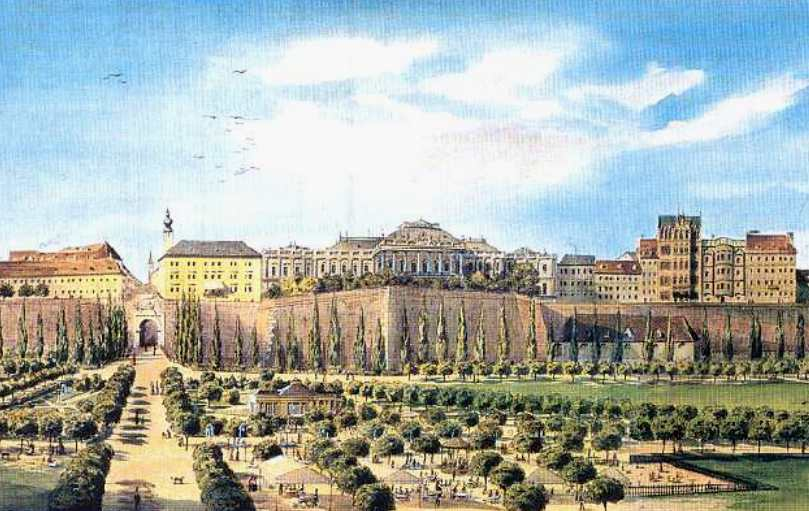
ヴァッサーグラシの様子。カール・ヴェンツェル・ツァイツェクの水彩画。

皇帝ヨーゼフ2世による美化活動の効果で、グラシには簡易な屋台から高級なカフェまで数多くの飲食店が進出した。民衆に人気だった区画は「ヴァッサーグラシ」（「水のグラシ」）で、1788年にカフェのテントが設営され、トルコ音楽が毎晩のように演奏された。1822年に店舗の強化工事が実施され、後にヨハン・シュトラウスの親子もここで演奏した。
現在のフォルクスガルテン庭園の位置には、雄牛が円運動をして水車を動かす「雄牛水車」(Ochsenmühle <オクセンミューレ>)があった。この場所に、18世紀の飲食店経営者、ヨハン・エヴァンゲリスト・ミラーニが「オクセンミューレ」というカフェのテントを開設した。1808年、営業悪化からペーター・コルティに売却され、1820年から1823年にかけて、建築家のペーター・フォン・ノービレの設計で「コルティ・カフェ」(Cortisches Kaffeehaus)が開設された。この店舗は、1867年にヨハン・シュトラウス2世がワルツ「美しく青きドナウ」の器楽バージョンを初演したことで知られている（このワルツのオリジナルは合唱曲である）。半円形の独特の外観の建物は現存しているが、当時からは大幅に拡張され、現在は「ディスコ・フォルクスガルテン」として営業している。
19世紀初頭からは、グラシ内での船舶の航行も許可されていた。1803年、エルトベルク・グラシに「ウィーン新都市運河」(Wiener Neustädter Kanal)の船着場が設置され、4月21日、営業を開始した。運河は運送料が安かったため、石炭などの物資をウィーンの南部からウィーン市内へ搬送するのに重宝された。1842年以降、運河は南部鉄道(Südbahn)との競争にさらされ、1857年、船着場の閉鎖が決まった。その位置には現在、ウィーン・ミッテ駅がある。

## グラシ内の建造物

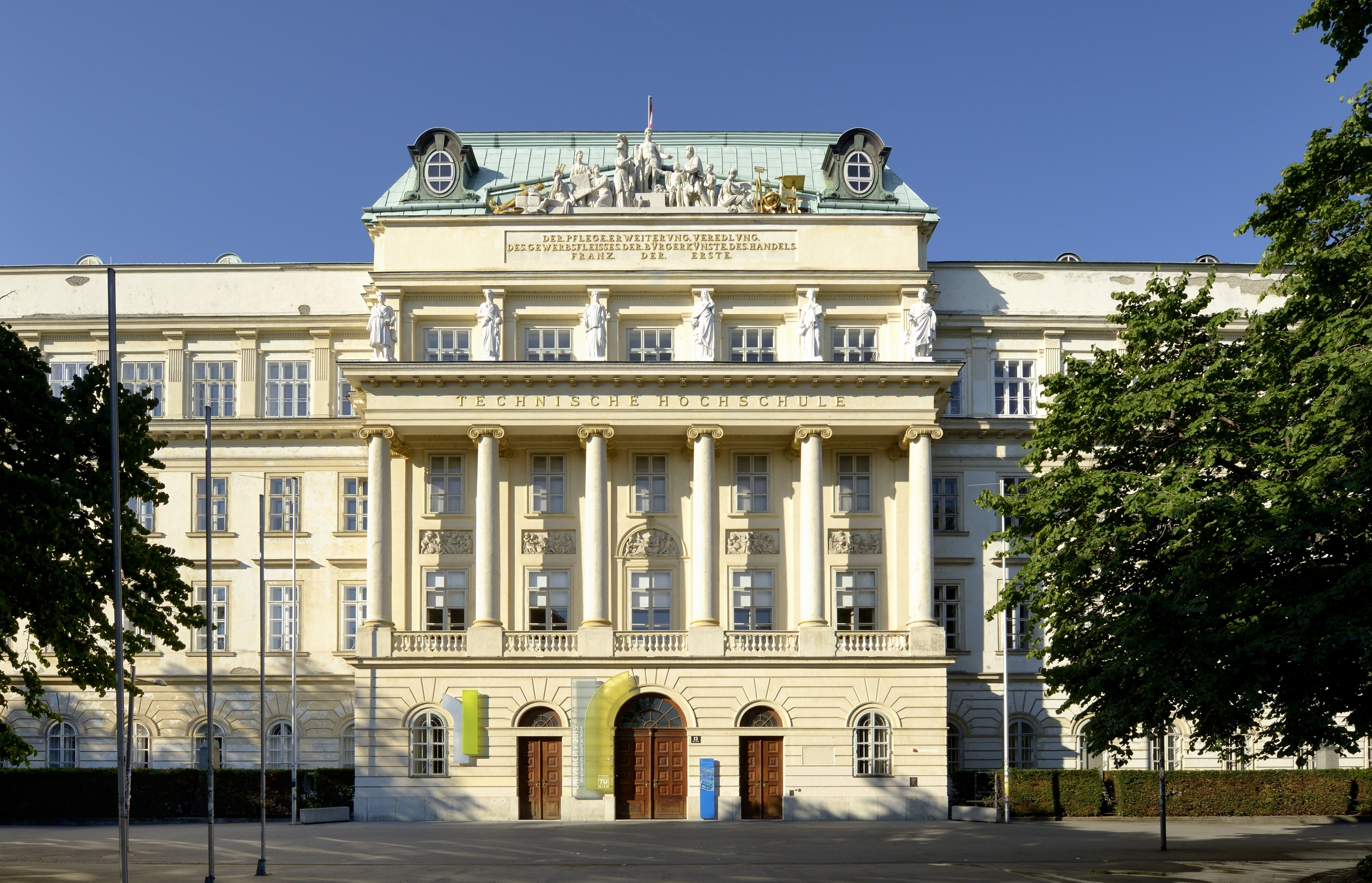
ポリテクニック研究所（現在のウィーン工科大学）

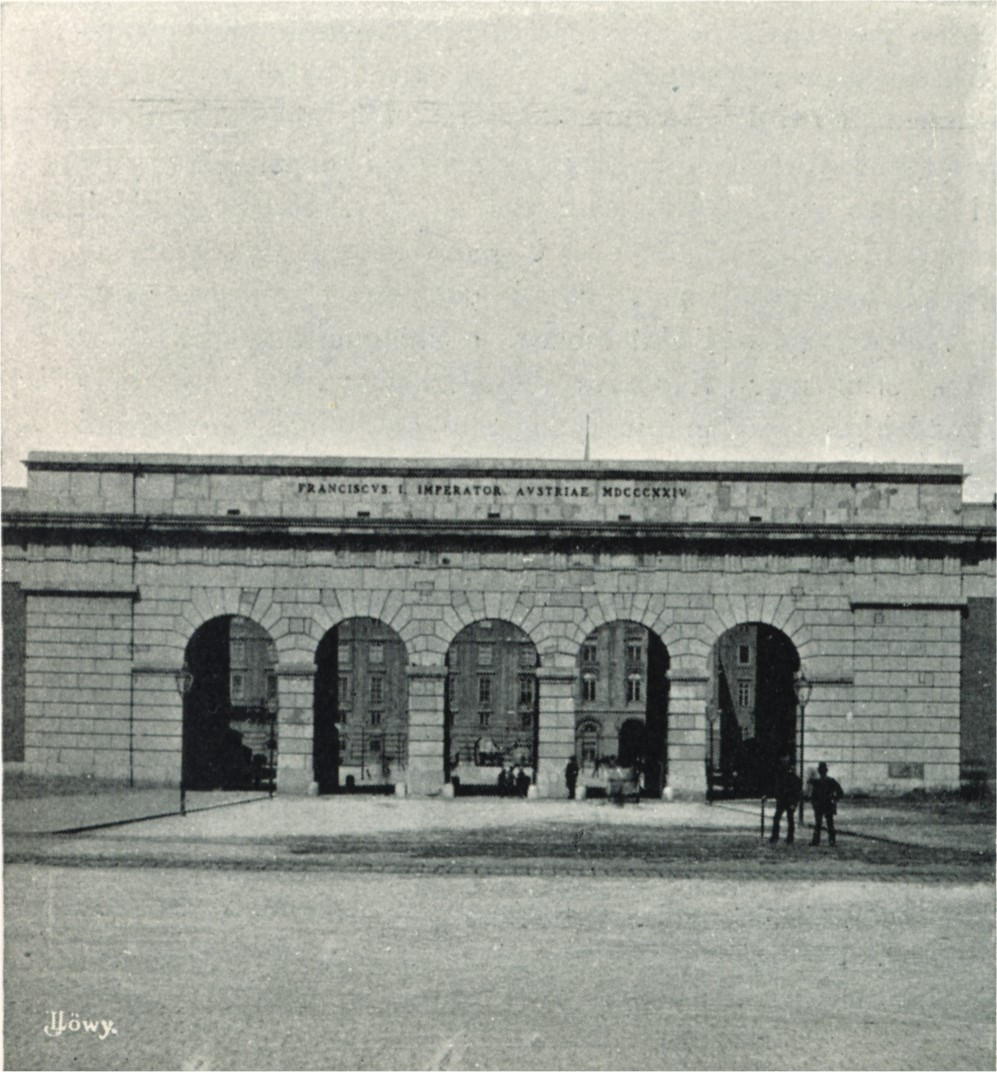
1898年の「外側のブルクトーア城門」(Äußeres Burgtor)の様子。

旧市街の土地は飽和状態で、長年に渡り土地不足が慢性化していたが、城壁の外には広大なグラシの土地が広がっていたため、これを建築用地に利用しようという動きはかなり前から出ていた。皇帝フランツ2世はグラシの外側の縁の土地（現在のレッセルパーク公園<Resselpark>付近）に建築の許可を出し、1816年-1818年、帝王室ポリテクニック研究所（k.k. Polytechnisches Institut、現在のウィーン工科大学）が作られた。ドイツ語圏で初の工科大学であった。
1809年、フランス軍により城壁の一部、ブルク稜堡、三角堡が爆破処理され、そのがれきは1816年から1819年にかけて軍のウィーン工兵隊により撤去された。破壊された旧・ブルクトーア城門は、1821年から1824年にかけて、ルイージ・カニョーラとピエトロ・ノービレの設計により、ホーフブルク宮殿の前面へと少し押し出す形で「外側のブルクトーア城門」(Äußeres Burgtor)として再建された。これにより広い空間（後のヘルデンプラッツ広場）が生まれ、その両脇にフォルクスガルテン庭園とブルクガルテン庭園（Burggarten、当時の皇帝庭園<Kaisergarten>）が作られると、これらの敷地全体の外縁部にも新たな城壁が建設された。これはわずかながらも市域の拡張が起きたことを意味し、奇しくもここに中近世以来、初めて、都市面積（旧市街面積）の拡大が実現される格好になった。
エルトベルク・グラシのドナウ運河船着場の北側には、1840年から1844年にかけて、建築家パウル・シュプレンガーの設計により、帝王室中央税関庁舎(k.k Hauptzollamt)が建設された。同じ建物には、帝王室官房租税庁(k.k. Cameral-Gefällen-Verwaltung)と帝王室中央書籍検査庁(k.k. Central-Bücher-Revisionsamt)も入っていた。現在は、ヒンテレツォルアムツシュトラーセ通り4番地(Hintere Zollamtsstraße)に連邦計算機センターが置かれている。
ラントシュトラーセ・グラシ内で、ウィーン川のドナウ運河合流点の東側には大規模な小麦販売所が存在したが、1852年に取り壊され、4600㎡の土地は競売にかけられた。市の建築マイスターのアントン・エールツェルトが敷地を買い取り、8棟の賃貸住宅を建てた。現在は「連邦政府庁舎・ラデツキーシュトラーセ」となっている。
1850年代の初頭、軍事省(Kriegsministerium)では兵器庫とフランツ・ヨーゼフ兵舎の建設工事に伴う多額の資金を必要としていた。1853年9月、軍のウィーン工兵隊はグラシをテュルケンシュトラーセ通り(Türkenstraße)までの100メートル分、南方へずらして拡張し、これによって生まれたベルクガッセ通りとテュルケンシュトラーセ通りの間の土地に区画を付けて売りに出した。この地域はノイ・ウィーン（Neu-Wien、「新しいウィーン」）の名称で呼ばれた。
1853年2月18日、皇帝フランツ・ヨーゼフ1世の暗殺未遂事件が発生した。弟の大公フェルディナント・マックス（後のメキシコ皇帝マクシミリアン1世）は、兄が無事に難を逃れたことに対し、神への感謝の奉納建築（奉納＝Votiv<ヴォティーフ>）としてヴォティーフ教会(Votivkirche)の建設を着想した。グラシはなお、軍事上の建築禁止区域となっていたが、1855年10月25日、フランツ・ヨーゼフ1世はこれを許可すると同時に、1856年2月25日、グラシの建築禁止を遡及的に廃止する決定を下した。1856年、ヴォティーフ教会の工事が開始された。
1858年から始まった城壁の撤去、市域の拡大、リング通りの開設により、グラシは消滅した。パラーデプラッツ広場は1870年まで存在したが、1870年7月1日、その敷地を都市拡大基金(Stadterweiterungsfonds)が買収し、議会・市庁舎・大学を新たに建設した。軍の練兵広場はシュメルツ地区（現在の15区）へ移転した。
現在、グラシの様子を往時の状態で伝えるものは現存していない。リング通り沿いに見られる緑地は1858年以降に整備されたものである。かつての城壁・要塞の部分からは道路名などに残っているものがあるものの（例えば、メルカーバスタイ<Mölker Bastei、「メルカー稜堡」>、シュトゥーベントーア<Stubentor、「シュトゥーベン城門」>など）、グラシにちなんで名づけられた交通路は現在は存在しない。ただし、現在のHintere Zollamtsstraße（道路）、Am Heumarkt（広場）、Technikerstraße（道路）、Museumsplatz（広場）、Landesgerichtsstraße（道路）、Auerspergstraße（道路）、Berggasse（道路）は、19世紀には「アム・グラシ」（Am Glacis、「グラシ沿い」）の名称が付けられていた。